# Caballero (fortificación)
En fortificación militar, se llama caballero a la obra construida dentro de otra para defender y dominar las que la rodean: por lo común se coloca en los baluartes, y sobre todo en los terraplenes, dándole la misma figura. 
Su principal objeto es descubrir los caminos hondos, las profundidades y acequias inmediatas a una plaza, de las que el enemigo podría aprovecharse para abrir más cerca sus trincheras. El caballero tiene parapeto, terraplén, banqueta y troneras para la artillería, y se le da la elevación necesaria al objeto a que se dirige. Los antiguos levantaban una plataforma hecha con maderos terraplenados contra los muros de las ciudades que sitiaban para tirar en ellas armas arrojadizas y fuegos incendiarios.